# دنیل وایلی
دنیل وایلی (به انگلیسی: Daniel Wyllie) (زاده ۱۹۷۰) بازیگر استرالیایی است.
از فیلم‌های معروف او می‌توان به بازی در فیلم های مهلت گالیپولی ، خلوتگاه، رومپر استومپر، اسپاتسوود، عروسی موریل اشاره کرد.